# 美国能源部联合基因组研究所

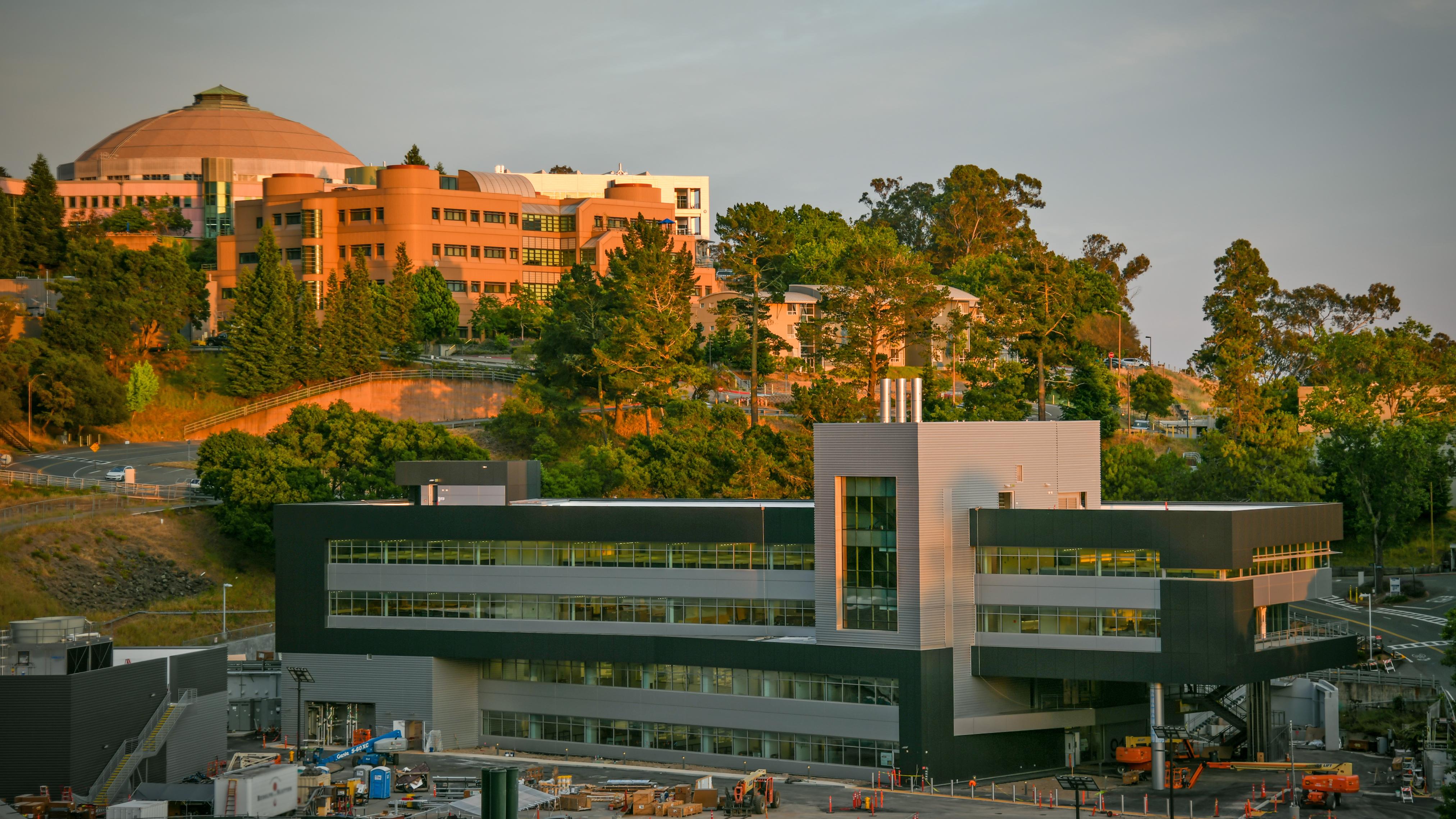
研究所大楼

联合基因组研究所（英語：Joint Genome Institute，缩写JGI）是美國能源部（DOE）的下辖机构，成立于1997年，位于劳伦斯伯克利国家实验室内，从事基因组学研究。